# Ratatatatija
Ratatatija je treći i posljednji studijski album splitskog rock sastava Metak,
Objavila ga je diskografska kuća Suzy 1981. godine.